# Pietro Lombardo

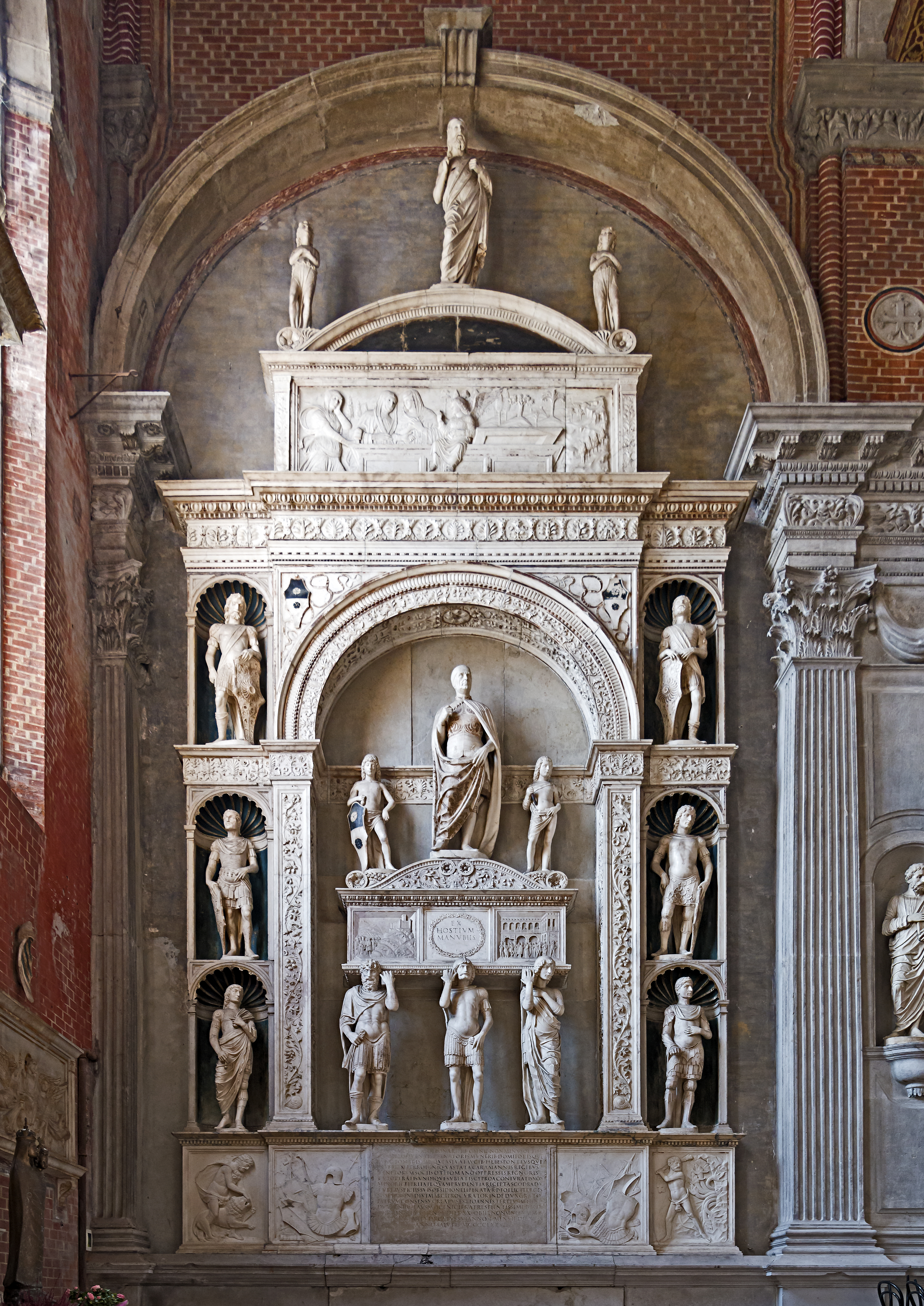
Grabmal des Pietro Mocenigo in San Zanipolo

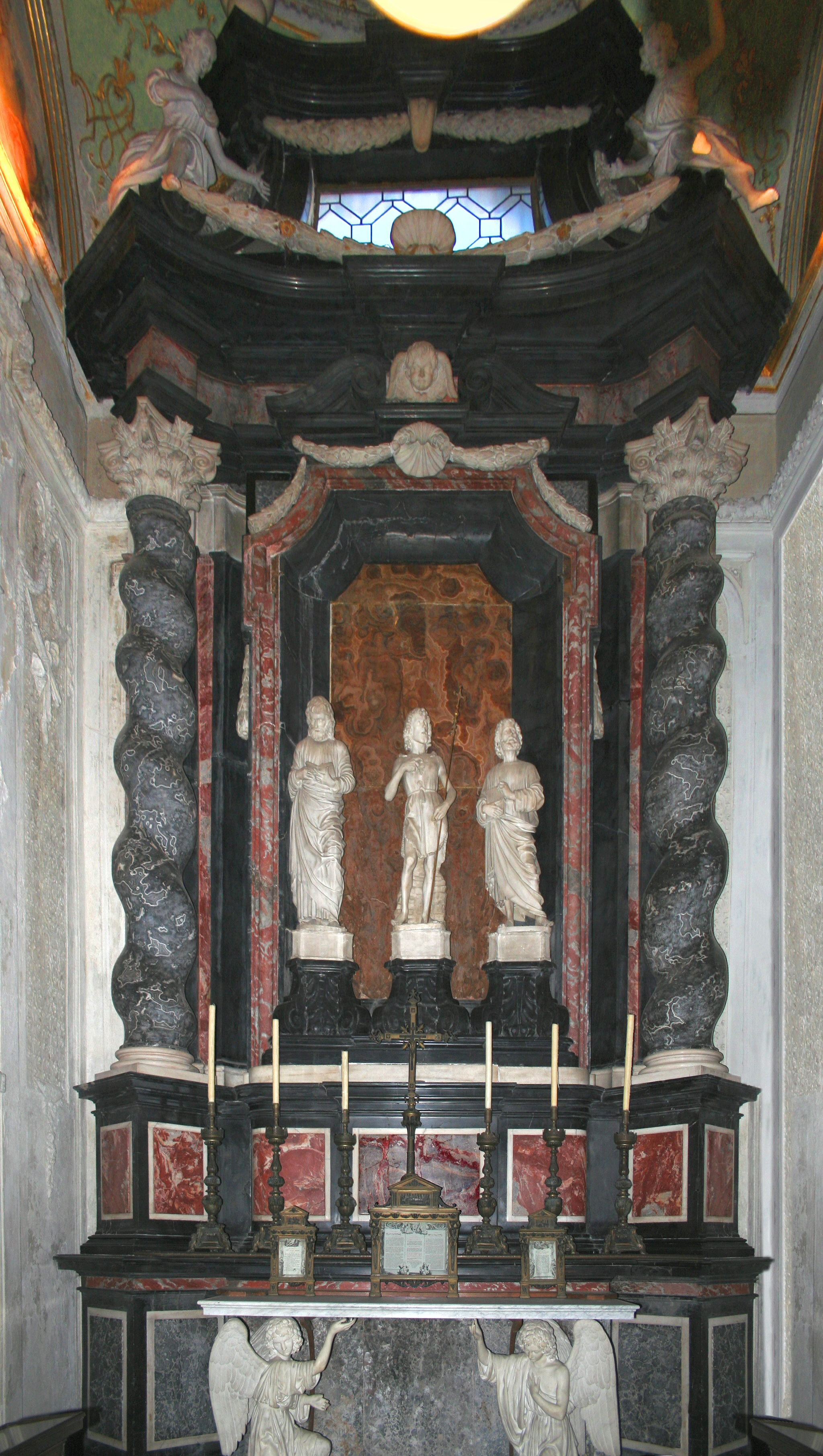
Bergamo, Cappella Colleoni Hauptaltar, Statuen der Heilige Giovanni Battista, Marco und Bartolomeo

Pietro Lombardo (* um 1435 in Carona am Luganersee; † 1515 in Venedig) war ein italienischer Bildhauer und Baumeister. Er ist eventuell identisch mit dem Steinmetz Pietro da Como.

## Leben
Lombardo war der Sohn des Steinmetzen Martino Lombardo. Über Lombardos frühe Jahre ist nach dem derzeitigen Stand der Forschung recht wenig bekannt. Anfang 1464 ließ sich Lombardo in Padua nieder und wirkte dort bis Mitte/Ende 1467. Hier schuf er u. a. das Prunkgrabmal für Antonius de Rosellis. Ab Sommer 1474 wurde Lombardo in Venedig urkundlich erwähnt. Dort gestaltete er die Grabmäler der Dogen Nicolò Marcello († 1474) und Pietro Mocenigo († 1476) in der Kirche SS Giovanni e Paolo. Im Markusdom gestaltete Lombardo die Altäre zu Ehren San Jacopo und San Paolo. 1479 gab Giovanni Dario, Sekretär des Senats der Republik Venedig, bei Lombardo den Palazzo Dario in Auftrag, dieser wurde von einem seiner Nachfolger 1487 fertiggestellt. 1481 erbaute er den eleganten Palazzo Vendramin-Calergi, der als ein gelungenes Beispiel der Frührenaissance gilt. Er gilt als eines seiner wichtigsten Werke.
An der Errichtung und Ausgestaltung der Kirche Santa Maria dei Miracoli in den Jahren 1484 bis 1489 war Lombardo ebenfalls maßgeblich beteiligt. Anschließend ging er mit seinen Söhnen Tullio und Antonio Lombardo nach Ravenna, wo er unter anderem das Relief am Grabmal Dantes ausführte.
Zurück in Venedig, schuf Lombardo zusammen mit seinen Söhnen und dem Baumeister Giovanni Buora an der Scuola Grande di San Marco. 1502 erhielt er den Auftrag für den Neubau des Doms Santa Maria Assunta in Cividale del Friuli. Im Frühjahr 1514 betraute man Lombardo mit dem Amt des Vorstehers der Zunft der Steinmetze.
Pietro Lombardo starb im Frühjahr 1515 in Venedig, wie aus einem mit 8. Juli 1515 datierten Brief an seine Söhne hervorgeht. Seine Grabstätte ist unbekannt.